# 경기관광고등학교
경기관광고등학교(京畿觀光高等學校)는 대한민국 경기도 여주시 대신면 율촌리에 있는 사립 고등학교이다.

## 학교 연혁
- 1950년 11월 2일 : 상림속성중학원 개설
- 1952년 4월 26일 : 대신고등공민학교 설립인가
- 1959년 5월 20일 : 창명여자중학교 설립인가
- 1974년 11월 21일 : 창명여자종합고등학교 설립인가
- 2000년 2월 12일 : 학교법인 기동학원 이사장 취임
- 2006년 3월 1일 : “창명여자고등학교” 로 교명 변경
- 2009년 8월 5일 : 교과 교실제 운영학교 선정
- 2012년 3월 1일 : 경기관광고등학교 교명 변경
- 2012년 6월 29일 : 2013학과개편 (관광외국어/관광경영/관광외식조리/관광골프운영과) 인가
- 2013년 7월 8일 : 경기도교육감 지정 특성화고 인가
- 2017년 3월 1일 : 경기도교육청 혁신학교 지정
- 2022년 9월 1일 : 경기관광고등학교 김영환 교장 취임
- 2023년 3월 2일 : 경기관광고등학교 홍성걸 이사장 취임
- 2024년 1월 4일 : 2023학년도 제47회 졸업식(총 졸업생수 6,189명)

## 설치 학과
- 호텔조리과
- 관광경영과
- 관광외국어과
- 관광외식경영과
- 관광외식조리과
- 카페베이커리과
- 항공호텔서비스과

## 참고 자료
- 경기관광고등학교 - 한국교육학술정보원 학교알리미